# Phyllanthus cornutus
Phyllanthus cornutus är en emblikaväxtart som beskrevs av Henri Ernest Baillon. Phyllanthus cornutus ingår i släktet Phyllanthus och familjen emblikaväxter. Inga underarter finns listade i Catalogue of Life.